# Nemastoma
Nemastoma är ett släkte av lockespindlar.  Nemastoma ingår i familjen fläcklockar, Nemastomatidae.

## Dottertaxa tillNemastoma, i alfabetisk ordning[1][2]
- Nemastoma bidentatum Roewer, 1914
  - Nemastoma bidentatum bidentatum Roewer, 1914
  - Nemastoma bidentatum gruberi Novak, Slana Novak, Kozel & Raspotnig, 2021[källa behövs]
  - Nemastoma bidentatum martensi Novak, Slana Novak & Raspotnig, 2021[källa behövs]
  - Nemastoma bidentatum schmidti Novak, Raspotnig & Slana Novak, 2021[källa behövs]
  - Nemastoma bidentatum sneznikensis Novak, Komposch, Slana Novak & Raspotnig, 2021[källa behövs]
  - Nemastoma bidentatum sparsum Gruber & Martens, 1968
- Nemastoma bimaculatum (Fabricius, 1775), Västlig fläcklocke
- Nemastoma daciscum Koch, 1869 (Nemastomatinae incertae sedis)[3]
- Nemastoma dentigerum Canestrini, 1873
- †Nemastoma incertum Koch & Berendt, 1854
- Nemastoma kozari Novak, Kozel, Podlesnik & Raspotnig, 2021[källa behövs]
- Nemastoma lilliputanum (Lucas, 1846) (Nemastomatinae incertae sedis)[3]
- Nemastoma lugubre (Müller, 1776), Östlig fläcklocke
- Nemastoma pluridentatum (Hadži, 1973)[källa behövs]
- Nemastoma relictum Gruber & Martens, 1968
- Nemastoma rude Simon, 1881 (Nemastomatinae, incertae sedis)[3]
- Nemastoma schuelleri Gruber & Martens, 1968
- Nemastoma superbum Koch, 1869
- Nemastoma transsylvanicum Gruber & Martens, 1968
- Nemastoma triste (Koch, 1835)